# Annelis Johansson
Annelis Maritha Johansson, född 15 oktober 1983 i Ljungby församling i Kronobergs län, är en svensk författare av barn- och ungdomslitteratur.
Annelis Johansson är uppvuxen i Ljungby i Småland. Hon nominerades till Lilla Augustpriset 2001 och 2002.